# Cheers, It's Christmas
Cheers, It's Christmas è il settimo album discografico in studio (il primo natalizio) del musicista country statunitense Blake Shelton, pubblicato nel 2012 dalla Warner Bros. Records.

## Tracce
1. Jingle Bell Rock (feat. Miranda Lambert) – 2:03 (Joe Beal, Jim Booth)
2. White Christmas – 3:37 (Irving Berlin)
3. Oklahoma Christmas (feat. Reba McEntire) – 3:28 (Rob Byus, Jenee Fleenor, Trent Willmon)
4. Let It Snow! Let It Snow! Let It Snow! – 2:48 (Sammy Cahn, Jule Styne)
5. There's a New Kid in Town (feat. Kelly Clarkson) – 4:30 (Don Cook, Curly Putman, Keith Whitley)
6. Santa's Got a Choo Choo Train – 3:35 (Tracy Broussard, Byus, Blake Shelton, Beau Tackett)
7. Home (feat. Michael Bublé) – 3:46 (Michael Bublé, Alan Chang, Amy Foster-Gillies)
8. Winter Wonderland – 2:15 (Felix Bernard, Richard B. Smith)
9. The Christmas Song – 3:55 (Mel Tormé, Robert Wells)
10. Blue Christmas (feat. Pistol Annies) – 2:06 (Billy Hayes, Jay W. Johnson)
11. I'll Be Home for Christmas – 3:24 (Walter Kent, Kim Gannon, Buck Ram)
12. Silver Bells (feat. Xenia) – 3:10 (Jay Livingston, Ray Evans)
13. Time for Me to Come Home (feat. Dorothy Shackleford) – 2:40 (Dorothy Shackleford, Shelton)
14. The Very Best Time of Year (feat. Trypta-Phunk) – 2:58 (Broussard, Byus, Shelton, Tackett)

## Classifiche
| Classifica (2012) | Posizione massima |
| ----------------- | ----------------- |
| Stati Uniti       | 8                 |